# 四道口
四道口是北京市海淀区北下关街道的一个地名，位于大钟寺社区东南部和净土寺社区北部的狭长地带。

## 起源
四道口产生于元代，是当时两条古道的交叉口，一条由小西门通往蓝靛厂，一条由西直门通往南口，两条古道交汇共有四个道口，故称“四道口”。另有一个四道口村位于西直门－南口古道上，但更靠近京张铁路五道口，与这个四道口相距甚远，且今已不存。

## 火车道口

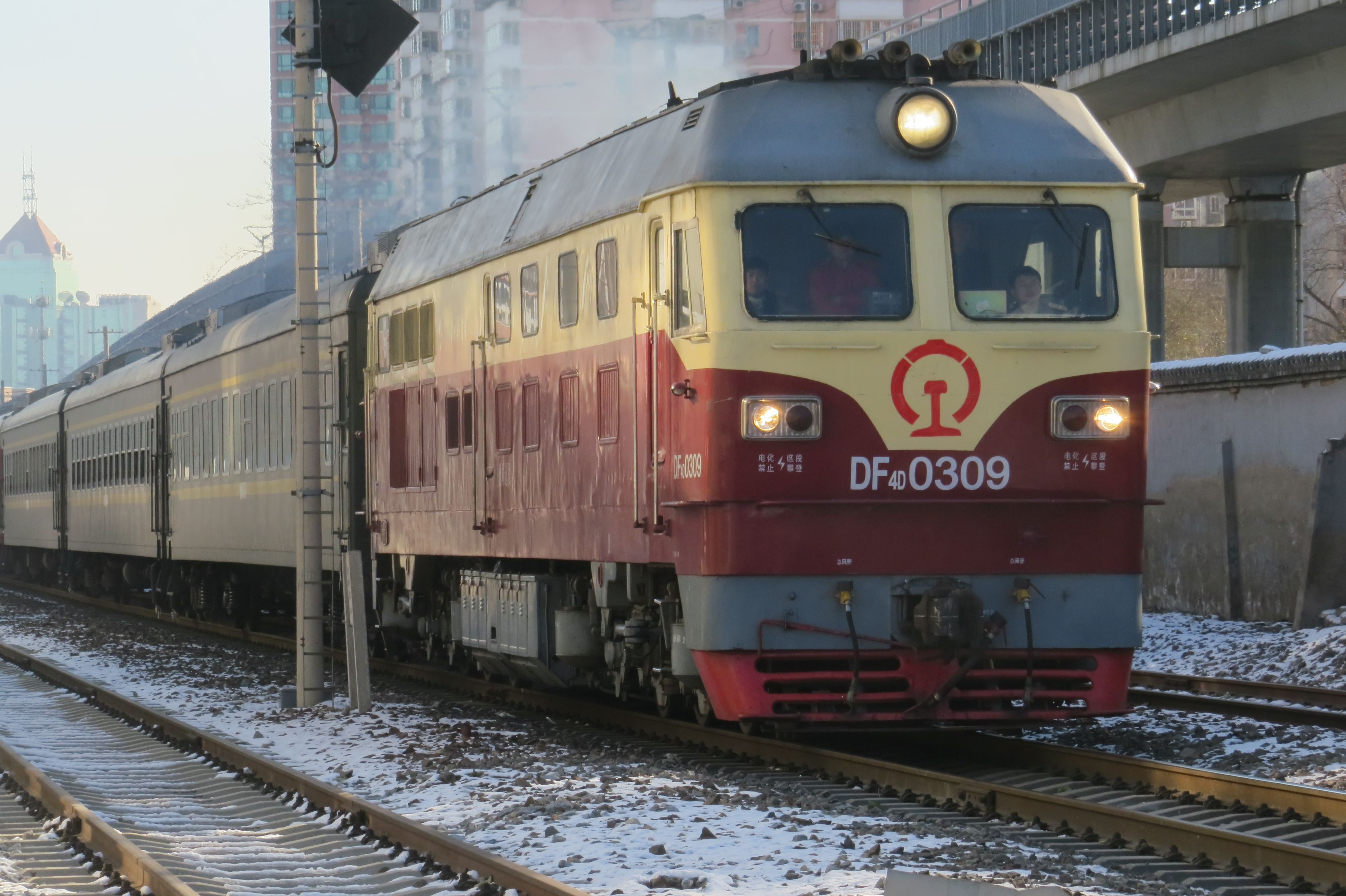
2015年11月26日，DF4D担当的至的1801次列车通过四道口

1905年京张铁路建成，其走向与西直门通往南口的古道相合，位于此处的铁路道口（39°57′24.6″N 116°20′31.1″E / 39.956833°N 116.341972°E）得名“四道口”。五道口为京张铁路与成府路交叉。列车通过需要围栏挡住过往车辆行人通行，随着该地区交通量不断增大，经常造成交通堵塞。2016年11月1日起，因应京张城际铁路清华园隧道的建设需要，京包线北京北-清河段轨道计划拆除，四道口、五道口、双清路道口等平交道口也将不复存在。从此，四道口成为了单纯的地名。

## 周边
学院南路四道口以食品、建材、百货批发为主，但近年来均已拆除，拟改建为金融科技区。
学校
- 北京交通大学
- 中央财经大学
- 北京邮电大学

地名
- 小西门
- 明光村
- 皂君庙
- 大钟寺

地铁站
- 大钟寺站
- 四道口站（原名学院南路站，建设中）